# Фролова, Александра Валерьевна
Александра (Саша) Валерьевна Фролова (род. 18 апреля 1984, Москва) — российский художник и скульптор. Осуществляет художественную практику в сфере перформанса и скульптуры. С 2019 года член Творческого союза художников России и Международной федерации художников в секции «Новейшие течения», финалист «Премии Кандинского» (2009), в номинации «Молодой художник. Проект года», финалист Премии ARTE LAGUNA 12.13.

## Биография
Окончила художественную школу при Строгановском училище, Национальный институт дизайна при Союзе дизайнеров России (специальность «Графический дизайн»).
В 2006 году окончила курс «Новые художественные стратегии», специальность «современное искусство» в Институте проблем современного искусства. C 2019 года член Творческого союза художников России и Международной федерации художников, секция «Новейшие течения». С 2010 по 2012 год работала с галереей «Айдан». C 2013 по 2016 год работала с галереями ART re.FLEX (Санкт-Петербург, Россия) и Federica Ghizzoni Gallery, (Милан, Италия).
Ученица российского художника Андрея Бартенева, который оказал влияние на её художественный язык. Работала с ним с 2003 по 2012 год и принимала участие в его проектах и перформансах, а также создавала с ним совместные перформансы: фестиваль Mados infekcija (Вильнюс, Литва, 2007), Riflemaker Gallery (Лондон, Великобритания, 2008), Russian Winter Festival Trafalgar square (Лондон, Великобритания, 2008), Kampnagel (Гамбург, Германия, 2009), Программа Vitra Design Museum (Domaine de Boisbuchet, Лессак, Франция, 2009). В 2015 году была куратором выставки учеников и последователей «Андрей Бартенев. Фабрика» в Московском Музее Современного Искусства, посвящённой влиянию Бартенева на поколение молодых российских художников.

## Творчество
Работает в жанре перформанса и скульптуры. Наряду со скульптурами создаёт скульптурные костюмы для своих перформансов и выставочных проектов. Одна из немногих российских художников-визионеров. В своём творчестве пытается предугадать будущее, создавая его инновационную эстетику уже сегодня. Её произведения, от скульптур до перформансов, отличает гибкость, подвижность и текучесть — свойства, которые будут определять жизнь и modus operandi будущих поколений. В своих работах соединяет ироническую рефлексию современного мира и эпикурейскую чувственность, эксцентричность и философскую медитативность.
С 2017 года создаёт масштабные мультимедийные выставочные проекты (Paradizarium в Музей PERMM (2017); Inflandia в Luftmuseum, Амберг, Германия (2017); Fontes Amoris в Московский музей современного искусства (2020); Kaleidoscope в Галерее «Цифергауз», Санкт-Петербург, Россия, 2022).
В 2019 году выпустила NFT-дроп виртуальных копий своих наиболее популярных латексных костюмов.

### Скульптура
Работая в направлении пост-поп визуального языка, пытается найти свой собственный уникальный подход к созданию формы с использованием биоморфных, текучих и упрощенных геометрических абстракций. Стала широко известна благодаря своим скульптурами и скульптурными костюмами из латекса. Латекс как материал для создания скульптур и костюмов привлекает художницу пластичностью, технологичностью и высокой степенью визуальной эстетики.
Первая скульптура из латекса «Люболет» была создана в 2008 году для выставки в Московском музее современного искусства. По замыслу художника, эта скульптура — фантазия о том, как мог бы выглядеть космический корабль, перемещающийся в пространстве благодаря энергии взаимной любви двух астронавтов. Скульптура дала начало серии объектов под названием Psionics — скульптур-псевдомашин, использующих в своей работе энергии психики человека. В 2013 году начала создавать уличные паблик-арт объекты из ткани, ПВХ и ТПУ пленок. В 2014 году скульптура Miraclescope была представлена на OPEN 17. International Exhibition of Sculptures and Installations в Венеции.
В 2016 году была создана первая уличная герметичная надувная скульптура Floris Pellucidum, которая экспонировалась в Аптекарском огороде в рамках выставки «Простые названия, избранные синонимы», где объекты искусства были вписаны в ландшафт сада.
В 2017—2018 гг. начала создавать батутные скульптуры. В 2018 году создала свою самую масштабную надувную скульптуру Air Island / «Воздушный остров» — скульптуру-батут размером 13 на 8 метров, специально для парка-острова Новая Голландия в Санкт-Петербурге.
С 2020 года начала делать копии своих надувных скульптур в твердых материалах: в 2020 году была создана скульптура Twirl из фибергласса, а с 2021 года создает уменьшенные копии своих скульптур из ABS-пластика.
В апреле 2022 года представила линейку десертов, разработанных совместно с кафе-кондитерской «Жемчуга» Владимира Перельмана. В качестве форм для десертов выступили четыре латексные скульптуры Саши Фроловой — Twirl, Cosmic Orchid, Cyberprincess, Presentiment.

### Перформанс
Работает в направлении перформативной скульптуры и перформанса живых скульптур. Начала практику с поэтических перформансов, интегрируя в них свои костюмы и скульптуры.
В 2018 году на открытии нового сезона в Садах Этрета представила перформанс , посвященный Марии Антуанетте и ее эпохе, со специально созданной новой серией костюмов, а также надувную парковую скульптуру-батут и выставку своих скульптур. В 2018 году выступила с перформансом для Dolce & Gabbana в рамках Alta Sartoria dinner на вилле Ольмо на озере Комо. С 2022 года создаёт синтетические экспериментальные перформансы с участием балетных танцоров, цирковых артистов, оперных исполнителей и оркестра. Использует синтез классической и электронной музыки.

### Aquaaerobika
В 2006 году основала проект Aquaaerobika. Перформанс основан на символах поп-арта, оп-арта и образах, отсылающих к персонажам японского аниме и костюмам «Триадического балета» Оскара Шлеммера. Для написания музыки сотрудничает с приглашенными композиторами. Сама пишет тексты и создает костюмы, декорации и хореографию.

### Костюмы для театра, кино и телевидения
Работает как художник по костюмам в кино, на телевидении и в театре: фильм «Изображая жертву» Кирилла Серебренникова совместно с Гошей Рубчинским (2006), телеканал НТВ (2007—2010), проект «Большая опера» (2016, 2017, 2019) телеканала «Россия-Культура», спектакль «Психоз» в Электротеатре Станиславский (2016), спектакль «Волшебная флейта» (2018) в театре «Геликон-Опера».
В 2022 году по приглашению Жана-Поля Готье приняла участие в постановке шоу «Сад любви». В октябре 2023 года в Берлине во «Фридрихштадтпаласт» состоялась премьера шоу FALLING | IN LOVE, для которого Саша Фролова наряду с дуэтом дизайнеров Fecal Matter создала костюмы также по приглашению Жана-Поля Готье.

## Признание
Финалист «Премии Кандинского-2009» в номинации «Молодой художник. Проект года».

### Международное признание
Перформанс Marie-Antoinette прошедший в 2018 году, принес Саше Фроловой мировую популярность. В 2018 году легендарный фотограф Тим Уокер снял костюмы Саши Фроловой из перформанса Marie-Antoinette в фотосессии для W Magazine, (Best Performances Issue), в которой приняли участие голливудские звезды Николь Кидман, Сирша Ронан, Рами Малек.
- Победитель конкурса «Альтернативная Мисс Мира 2014», Лондон, Великобритания[24].
- Финалист Премии ARTE LAGUNA 12.13, участник выставки финалистов в Арсенале, Венеция, Италия[25].
- Обладатель специального приза премии ARTE LAGUNA 12.13 — «Персональная выставка».
- В 2019 году стала специальным приглашенным гостем на Венецианском карнавале[26].

## Избранные выставки и проекты

### Персональные выставки
2022
- Персональная мультимедийная выставка Kaleidoscope, галерея цифрового искусства «Цифергауз», Санкт-Петербург, Россия

2021
- Персональная мультимедийная выставка «Формы чудесного», Международный фестиваль «Территория», Музейный центр «Площадь мира», Красноярск, Россия
- Персональная выставка и перформанс на открытии Фестиваля. 19th Art Stays Festival of Contemporary Art, STRUCTURA, Птуйский замок и Доминиканский монастырь, Птуй, Словения

2020
- Fontes Amoris, Московский музей современного искусства, Москва, Россия

2017
- Inflandia, Luftmuseum, Амберг, Германия
- PARADIZARIUM, Музей Permm, Пермь, Россия

2016
- Inflandia, Центральный выставочный зал Манеж, Москва, Россия

2014
- Psionics, Galleria Federica Ghizzoni, Милан, Италия[27]

2010
- Albinism, Айдан Галерея, Москва, Россия
- Psionics, Московская школа управления СКОЛКОВО, Москва, Россия

2009
- «Киберпринцесса», Московский музей современного искусства, Москва, Россия

### Избранные групповые выставки
2022
- «Грезы о молоке», Центр Вознесенского, Москва, Россия
- «Пассажиры. Диалоги о ландшафте», галерея «Триумф», Москва, Россия
- Fashion for Bank Robbers, Мюнхен, Германия
- The Clown Spirit, The Belgian Gallery, Намур, Бельгия

2021
- Big Squeeze: The Corset as Art, ZAZ10TS cultural initiative, Times Square screening, Нью-Йорк, США
- The Corset as Art: Past and Present. The Southern Utah Museum of Art (SUMA), США

2020
- The Clown Spirit. Галерея De Rossaert, Антверпен, Бельгия

2019
- «Пластическая масса», Государственный Русский музей, Мраморный дворец, Санкт-Петербург, Россия
- «Инновационный костюм XXI века: новое поколение», Государственный исторический музей и Театральный музей им. А. А. Бахрушина, Москва, Россия

2016
- «Символ», галерея «Триумф». Параллельная программа V Московской международной биеннале молодого искусства. Арт-парк «Символ», Москва, Россия
- «Простые названия, избранные синонимы», галерея «Триумф». Параллельная программа V Московской международной биеннале молодого искусства. Ботанический сад МГУ «Аптекарский огород», Москва, Россия

2015
- BALAGAN!!! Contemporary Art from the Former Soviet Union and Other Mythical Places, Берлин, Германия
- #POPART, Swatch & MMOMA Pop-Up Gallery, Москва, Россия
- «То ли утка, то ли заяц», «Новое крыло» Дома Гоголя, Москва, Россия

2014
- OPEN International Exhibition 2014, Венеция, Италия
- POP-UP Revolution!, Милан, Италия
- KEITH HARING & JEAN-MICHEL BASQUIAT & POP UP REVOLUTION!", Mdm Museum, Порто Черво, Италия

2013
- Выставка Финалистов Премии ARTE LAGUNA 12.13, Арсенале, Венеция, Италия

2012
- «Мифология Online», Политехнический музей, Москва, Россия

2009
- «Премия Кандинского»-2009, выставка номинантов, Центральный дом художника, Москва, Россия

### Участие в фестивалях, биеннале и ярмарках
2021
- Фестиваль современного искусства EverArt Weekend, Парк Искусств Музеон, Москва, Россия

2018
- Фестиваль Virus. Шауляй, Литва

2015
- Somniator. Скульптура. Фестиваль науки, технологий и искусств, Geek Picnic, Москва и Санкт-Петербург, Россия

2014
- DOMA Art Festival, София, Болгария
- Art Stays Festival, Птуй, Словения
- MIA&D Fair Singapore, международная ярмарка фотографии и дизайна, галерея ART re.FLEX, Сингапур

2013
- 3-й Фестиваль современного российского искусства «ФОРМА», Центр дизайна ARTPLAY, Москва, Россия

2011
- ART BRUSSELS, международная ярмарка современного искусства, галерея «Айдан», Брюссель, Бельгия

2010
- Sextum Sextorum. Скульптура. Выставка «Kamasutra spoon», 2 Московская Международная Биеннале молодого искусства «Стой! Кто идет?», Московский музей современного искусства, Москва, Россия

2008
- «Люболёт». Скульптура. Видео-инсталляция. Перформанс. 1 Московская Международная Биеннале молодого искусства «Стой! Кто идет?», Московский музей современного искусства, Галерея «Зураб», Москва, Россия